# Depanana bugabensis
Depanana bugabensis är en insektsart som först beskrevs av Fowler 1898.  Depanana bugabensis ingår i släktet Depanana och familjen dvärgstritar. Inga underarter finns listade i Catalogue of Life.